# Glesgröe
Glesgröe (Glyceria lithuanica) är en gräsart som först beskrevs och namngavs av Stanislaw Batys Gorski.

## Utbredning
I Sverige förekommer glesgröe i Svealand, Norrland. Arten upptäcktes i Sverige för första gången så sent som 1843. Många av de svenska lokalerna ligger längs Mjällådalen i Ångermanland.
Enligt den svenska rödlistan är arten sårbar i Sverige.
Finns i södra Norge, men inte på högre höjd än ca 400 m ö h.
Finns i många lokaler i mellersta Finland.
Finns på många ställen i Baltikum och österut i det boreala området ända till Stilla havet.

### Utbredningskartor
- Norden
- Norra halvklotet

## Biotop
Artens livsmiljö är skogslandskap. Inga underarter finns listade i Catalogue of Life.

## Bygdemål
| Namn    | Trakt         | Referens |
| ------- | ------------- | -------- |
| Kasevia | Västergötland | [ 6 ]    |
| Glesvia |               | [ 3 ]    |